# アン (バフィーのエピソード)
『アン』（原題：Anne）は、アメリカ合衆国のテレビドラマ『バフィー 〜恋する十字架〜』の第3シーズン第1話。
サニーデールを去ったバフィーのその後が描かれる。

## ストーリー
サニーデール高校を退学になりロサンゼルスで自活するバフィー。帰宅途中のバフィーに彼女が勤めている飲食店の客が話しかける。彼女の名前はリリー。バフィーが以前スパイクの魔の手から助けた女性だった。彼女の話ではボーイフレンドのリッキーが行方不明になったという。スレイヤーから足を洗ったバフィーだったが、事件の調査に乗り出し、血液銀行の医者からケンと名乗る男のことを聞きだす。ケンの正体は悪魔で、地獄へ青少年を売り飛ばす手配師だった。

## 解説
- このエピソードから、オズ役のセス・グリーンがメインタイトルにクレジットされる。
- エンジェル役のデヴィッド・ボレアナズはバフィーの夢の中に登場する。
- タイトルのアンはバフィーのミドルネーム。
- このエピソードのラストで、リリーはバフィーからミドルネームのアン、職業[2]、住んでいたアパートを譲り受ける。
- このエピソードはスピンオフ作品『エンジェル』の『汚れた金』の前編に相当する[3]。
- ケン役のカルロス・ジェイコットはこの後『エンジェル』の『バチュラー・パーティ』でリチャード・ストラーリー役を演じた。

## 出演者

### メイン・キャスト
- サラ・ミシェル・ゲラー（バフィー・アン・サマーズ / 水谷優子）
- ニコラス・ブレンドン（ザンダー・ハリス / 鳥海勝美）
- アリソン・ハニガン（ウィロー・ローゼンバーグ / 大坂史子）
- カリスマ・カーペンター（コーディリア・チェイス / 手塚ちはる）
- アンソニー・スチュワート・ヘッド（ルパート・ジャイルズ / 金尾哲夫）
- デヴィッド・ボレアナズ（エンジェル / 堀内賢雄）
- セス・グリーン（ダニエル・オズボーン / 佐々木望）

### ゲスト出演
- クリスティン・サザーランド（ジョイス・サマーズ / 松岡洋子）
- ジュリア・リー（リリー）
- カルロス・ジェイコット（ケン）
- メアリー＝パット・グリーン（血液銀行の女医）
- チャド・トッドハンター（リッキー・T）

### 助演
- ラリー・バグビー[4]（ラリー・ブレイスデル）
- ジェームス・ルーリー（ミラー先生）
- マイケル・レオパード（バフィーの尻を触る荒くれ男）
- ハーリー・ズンブラム（悪魔の守衛）
- バーバラ・ピラビン（老女）
- ハリソン・ヤング（年老いたリッキー）
- アレックス・トーマ（アーロン）
- デル・ユント（トラックの男）
- ジェフ・プルイット（用心棒）※クレジットなし